# Wolfdieter Haas
Wolfdieter Haas (* 6. März 1921 in Karlsruhe) ist ein deutscher Mittelalterhistoriker.

## Leben
Haas wurde als Sohn eines Überlinger Arztes und Leiters des Krankenhauses geboren. Mit seinem Bruder Frithjof besuchte er die Schule Schloss Salem. 1934 war für einige Monate Prinz Philipp von Griechenland und Dänemark sein Klassenkamerad. Am 3. März 1938 legte er das Abitur ab. Haas studierte Geschichte und wurde 1949 in Freiburg im Breisgau promoviert (Studien zu den Beziehungen der Kurie zu Ländern und Reichen im 9. Jahrhundert unter besonderer Hinsicht auf das Verhältnis zum Osten). Danach war er zu einem Studienaufenthalt in Rom. Er veröffentlichte 2002 ein Buch über das Hochmittelalter (über den nach Haas einschneidenden Epochenumbruch um 1200), zur Papstgeschichte des 11. und 12. Jahrhunderts, zu Friedrich Barbarossa und Heinrich dem Löwen.
Er wohnt in Ramelsloh bei Hamburg. Hauptberuflich war er Kaufmann und Geschäftsführer eines Weinhandels.
2006 erhielt er die Brüder-Grimm-Medaille der Akademie der Wissenschaften zu Göttingen für seine Mittelalterforschung.

## Schriften
- Studien zu den Beziehungen der Kurie zu Ländern und Reichen im 9. Jahrhundert unter besonderer Hinsicht auf das Verhältnis zum Osten. Dissertation, Universität Freiburg, Philosophische Fakultät, 19. Dezember 1949
- Friedrich Barbarossa und Heinrich der Löwe beim Tausch von Badenweiler gegen Reichsgut am Harz (1158). In: Zeitschrift für die Geschichte des Oberrheins. Band 131, 1983, S. 253–269
- Foris Apostolus – intus monachus; Ansgar als Mönch und "Apostel des Nordens". In: Journal of Medieval History. Band 11, 1985, S. 1–30
- Welt im Wandel. Das Hochmittelalter. Thorbecke Verlag, Stuttgart, 2002, ISBN 3-7995-0102-9